# Liga Nordeste de Futsal de 2016
A Liga Nordeste de Futsal de 2016, também conhecida como Liga Nordeste, é a 12ª edição da competição na Região Nordeste desta modalidade. Nove equipes participaram da competição, disputada em duas fases.

## Equipes participantes
Equipes participantes da Liga Nordeste de Futsal:
- Ácrata
- Criciúma
- COMP/Edgard Santos
- Pague Menos
- Balsas Futsal
- Karmelia Futsal
- Náutico
- Parma
- Real Moitense

## Classificação

### Grupo A
|   | Time            | Pts | J | V | E | D | GP | GC | SG |
| - | --------------- | --- | - | - | - | - | -- | -- | -- |
| 1 | Real Moitense   | 9   | 4 | 3 | 0 | 1 | 10 | 7  | 3  |
| 2 | Ácrata          | 9   | 4 | 3 | 0 | 1 | 10 | 8  | 2  |
| 3 | Náutico         | 6   | 4 | 2 | 0 | 2 | 10 | 8  | 2  |
| 4 | Parma           | 6   | 4 | 2 | 0 | 2 | 6  | 7  | -1 |
| 5 | Karmelia Futsal | 0   | 4 | 0 | 0 | 4 | 8  | 14 | -6 |

### Confrontos

#### Primeira Rodada
| 21 de Novembro | Real Moitense | 3 – 1 | Náutico | Ginásio Presidente Fernando Collor, Maceió |
| 13:30          |               |       |         |                                            |

| 21 de Novembro | Ácrata | 3 – 2 | Karmelia Futsal | Ginásio Presidente Fernando Collor, Maceió |
| 15:00          |        |       |                 |                                            |

#### Segunda Rodada
| 22 de Novembro | Parma | 3 – 1 | Karmelia Futsal | Ginásio Presidente Fernando Collor, Maceió |
| 10:30          |       |       |                 |                                            |

| 22 de Novembro | Ácrata | 3 – 2 | Náutico | Ginásio Presidente Fernando Collor, Maceió |
| 15:00          |        |       |         |                                            |

#### Terceira Rodada
| 23 de Novembro | Real Moitense | 0 – 2 | Parma | Ginásio Presidente Fernando Collor, Maceió |
| 9:00           |               |       |       |                                            |

| 23 de Novembro | Karmelia Futsal | 2 – 4 | Náutico | Ginásio Presidente Fernando Collor, Maceió |
| 13:30          |                 |       |         |                                            |

#### Quarta Rodada
| 24 de Novembro | Náutico | 3 – 0 | Parma | Ginásio Presidente Fernando Collor, Maceió |
| 13:30          |         |       |       |                                            |

| 24 de Novembro | Ácrata | 1 – 3 | Real Moitense | Ginásio Presidente Fernando Collor, Maceió |
| 15:00          |        |       |               |                                            |

#### Quinta Rodada
| 25 de Novembro | Real Moitense | 4 – 3 | Karmelia Futsal | Ginásio Presidente Fernando Collor, Maceió |
| 10:30          |               |       |                 |                                            |

| 25 de Novembro | Ácrata | 3 – 1 | Parma | Ginásio Presidente Fernando Collor, Maceió |
| 15:00          |        |       |       |                                            |

### Grupo B
|   | Time               | Pts | J | V | E | D | GP | GC | SG  |
| - | ------------------ | --- | - | - | - | - | -- | -- | --- |
| 1 | Grêmio Recreativo  | 9   | 3 | 3 | 0 | 0 | 16 | 1  | 15  |
| 2 | Balsas             | 6   | 3 | 2 | 0 | 1 | 12 | 4  | 8   |
| 3 | Criciúma Futsal    | 3   | 3 | 1 | 0 | 2 | 4  | 6  | -2  |
| 4 | COMP/Edgard Santos | 0   | 3 | 0 | 0 | 3 | 2  | 23 | -21 |

### Confrontos

#### Primeira Rodada
| 22 de Novembro | Balsas | 0 – 3 | Grêmio Recreativo | Ginásio Presidente Fernando Collor, Maceió |
| 9:00           |        |       |                   |                                            |

| 22 de Novembro | Criciúma Futsal | 3 – 1 | COMP/Edgard Santos | Ginásio Presidente Fernando Collor, Maceió |
| 13:30          |                 |       |                    |                                            |

#### Segunda Rodada
| 23 de Novembro | COMP/Edgard Santos | 1 – 10 | Grêmio Recreativo | Ginásio Presidente Fernando Collor, Maceió |
| 10:30          |                    |        |                   |                                            |

| 23 de Novembro | Criciúma Futsal | 1 – 2 | Balsas | Ginásio Presidente Fernando Collor, Maceió |
| 15:00          |                 |       |        |                                            |

#### Terceira Rodada
| 24 de Novembro | COMP/Edgard Santos | 0 – 10 | Balsas | Ginásio Presidente Fernando Collor, Maceió |
| 10:30          |                    |        |        |                                            |

| 25 de Novembro | Criciúma Futsal | 0 – 3 | Grêmio Recreativo | Ginásio Presidente Fernando Collor, Maceió |
| 13:30          |                 |       |                   |                                            |

## Fase eliminatória
|  | Semifinais        | Semifinais        | Semifinais        |                   |        | Final  | Final | Final |  |
|  |                   |                   |                   |                   |        |        |       |       |  |
|  | Real Moitense     | Real Moitense     | 5                 |                   |        |        |       |       |  |
|  | Real Moitense     | Real Moitense     | 5                 |                   |        |        |       |       |  |
|  | Balsas            | Balsas            | 7                 |                   |        |        |       |       |  |
|  | Balsas            | Balsas            | 7                 |                   | Balsas | Balsas | 2     |       |  |
|  |                   |                   |                   |                   | Balsas | Balsas | 2     |       |  |
|  |                   |                   | Grêmio Recreativo | Grêmio Recreativo | 6      |        |       |       |  |
|  | Grêmio Recreativo | Grêmio Recreativo | Grêmio Recreativo | Grêmio Recreativo | 6      | 5      |       |       |  |
|  | Grêmio Recreativo | Grêmio Recreativo |                   |                   |        |        |       |       |  |
|  | Ácrata            | Ácrata            | 1                 |                   |        |        |       |       |  |

#### Semifinais
| 26 de Novembro | Real Moitense | 5 – 7 | Balsas | Ginásio Presidente Fernando Collor, Maceió |
| 13:30          |               |       |        |                                            |

| 26 de Novembro | Grêmio Recreativo | 5 – 1 | Ácrata | Ginásio Presidente Fernando Collor, Maceió |
| 15:00          |                   |       |        |                                            |

#### Final
| 27 de Novembro | Balsas | 2 – 6 | Grêmio Recreativo | Ginásio Presidente Fernando Collor, Maceió |
| 10:00          |        |       |                   |                                            |

## Premiação
| Campeão da Liga Nordeste de 2016 |
| -------------------------------- |
| Grêmio Recreativo (1º título)    |

### Classificação Geral
|   | Time               | Pts | J | V | E | D | GP | GC | SG  |
| - | ------------------ | --- | - | - | - | - | -- | -- | --- |
| 1 | Grêmio Recreativo  | 15  | 5 | 5 | 0 | 0 | 27 | 4  | 23  |
| 2 | Balsas             | 9   | 5 | 3 | 0 | 2 | 21 | 15 | 6   |
| 3 | Real Moitense      | 9   | 5 | 3 | 0 | 2 | 15 | 14 | 1   |
| 4 | Ácrata             | 9   | 5 | 3 | 0 | 2 | 11 | 13 | -2  |
| 5 | Náutico            | 6   | 4 | 2 | 0 | 2 | 10 | 8  | 2   |
| 6 | Parma              | 6   | 4 | 2 | 0 | 2 | 6  | 7  | -1  |
| 7 | Criciúma Futsal    | 3   | 3 | 1 | 0 | 2 | 4  | 6  | -2  |
| 8 | Karmelia Futsal    | 0   | 4 | 0 | 0 | 4 | 8  | 14 | -6  |
| 9 | COMP/Edgard Santos | 0   | 3 | 0 | 0 | 3 | 2  | 23 | -21 |